# Peace Adzo Medie
Peace Adzo Medie est une universitaire ghanéenne d'origine libérienne et écrivaine de fiction et de non-fiction.

## Jeunesse et éducation
Medie naît au Liberia et déménage lorsqu'elle est enfant au Ghana, où elle étudie à l'OLA Girls Senior High School (en),. Elle obtient une licence en géographie de l'université du Ghana. Elle complète ensuite ses études postuniversitaires aux États-Unis, où elle obtient un doctorat en affaires publiques et internationales de l'université de Pittsburgh.

## Biographie

### Carrière académique
Medie travaille comme chercheuse à l'université du Ghana et comme chercheuse postdoctorale à la Woodrow Wilson School of Public and International Affairs (en) de l'université de Princeton. En 2020, elle est maître de conférences en genre et politique internationale à l'université de Bristol au Royaume-Uni,. Son travail reçoit le Prix de l'auteur africain de la revue African Affairs (en) 2012-2013.
Ses recherches portent sur le genre, la politique et les conflits armés,,.
Elle fait partie du comité de rédaction de la revue Politics & Gender (en) et co-édite la revue African Affairs,.

### Autrice de fiction
En plus de son travail universitaire, Medie produit plusieurs œuvres de fiction courtes axées sur l'amitié et l'amour dans la vie de différents personnages féminins. En 2020, elle publie son premier roman, His Only Wife. Il traite des difficultés du mariage moderne au Ghana et des vies interconnectées de trois femmes, Afi, Evelyn et Muna,,,,. Il est décrit comme « une histoire de Cendrillon se déroulant au Ghana » par Kirkus Reviews.
His Only Wife est bien accueilli, apparaissant sur plusieurs listes des meilleures nouveautés, y compris les Staff Picks du New York Times,,,. En 2021, elle est nommée « meilleur auteur » par la chaîne d'information ghanéenne Citi TV lors de ses Entertainment Achievement Awards annuels.
Son deuxième roman, Nightbloom, qui suit deux cousins sur des chemins divergents mais parallèles des deux côtés de l'Atlantique, sort en 2023. L'année suivante, il figure sur la liste des finalistes du Women's Prize for Fiction.
Medie décrit sa fiction comme étant fortement influencée par ses recherches universitaires sur le genre, la violence et la politique.

### Autrice de non-fiction
En 2020, Medie publie son premier livre, l'ouvrage scientifique Global Norms and Location Action: The Campaigns to End Violence Against Women in Africa. Il traite des réponses post-conflit des États à la violence contre les femmes.
L'accent global de Global Norms and Location Action est mis sur la violence contre les femmes à l'échelle mondiale. Il se concentre sur les luttes auxquelles sont confrontées les femmes dans le système judiciaire pour obtenir justice. Cependant, le combat mental que les femmes doivent remporter pour parvenir à la paix survient avant qu'elles n'obtiennent justice. Parce que les femmes africaines, en particulier, croient que la police ne peut pas comprendre leur douleur et ne peut pas leur offrir une assistance suffisante, le personnel policier est incapable de les aider.

## Sélection d'œuvres
- (en) Global Norms and Local Action : The Campaigns to End Violence Against Women in Africa, Oxford, Oxford University Press, 2020, 252 p. (ISBN 978-0-19-092296-2).
- (en) His Only Wife : A Novel, Chapel Hill, Algonquin Books, 2020, 278 p. (ISBN 978-1-64375-111-5).